# Catedral de Nuestra Señora de la Inmaculada Concepción (Inhambane)
La Catedral de Nuestra Señora de la Inmaculada Concepción o simplemente Catedral de Inhambane (en portugués: Catedral da Nossa Senhora da Conceição) es el nombre que recibe un edificio religioso afiliado a la Iglesia Católica que se encuentra ubicado en la ciudad de Inhambane en la provincia del mismo nombre al sur del país africano de Mozambique.
La actual estructura data de 1974 y reemplazo a la antigua catedral de Inhambane que tiene una fuerte influencia portuguesa y ahora tiene la condición de iglesia parroquial.
El templo sigue el rito romano o latino y es la iglesia madre o principal de la diócesis de Inhambane (Dioecesis Inhambanianus) que fue creada en 1962 mediante la bula "Supremi muneris" del papa Juan XXIII.
Esta bajo la responsabilidad pastoral del obispo Adriano Langa.